# リチウムイオンキャパシタ
リチウムイオンキャパシタ（Liイオン・キャパシタ）（LiC)とは、一般的な電気二重層キャパシタの原理を使いながら負極材料としてリチウムイオン吸蔵可能な炭素系材料を使い、そこにリチウムイオンを添加することでエネルギー密度を向上させたキャパシタ。
正極と負極とで充放電の原理が異なり、リチウムイオン二次電池の負極と電気二重層の正極を組み合わせた構造を持っている。
性能面では既存の電気二重層キャパシタの市場を代替する可能性が考えられて、期待が寄せられた時期があった。しかしリチウムイオン二次電池の性能の向上により、リチウムイオンキャパシタが想定していた大口の需要をリチウムイオン二次電池が取り込んでしまったとの見込みで撤退する企業がおおかったが、電力事情がひっ迫しているなかで最近急増している大型データセンターやハイブリッド車のために再度需要が急増している。

## 特徴
リチウムイオンキャパシタはセルの電圧と負極の静電容量が増加するため、従来の電気二重層キャパシタと比較してエネルギー密度に関して優れている。
従来のキャパシタの電圧は2.5Vから3V程だが、リチウムイオンをあらかじめ負極にドープすること（リチウムプレドープ）によって4V程度まで上昇させることができる。
セル内のエネルギーは電圧の2乗に比例するため、この電圧上昇分により、エネルギー向上に大きく寄与できる。
また、リチウムをプレドープされた負極は、従来の電気二重層キャパシタで主に使用されている活性炭と比べて数十倍程度の静電容量を保有している。
その結果、セル内の全体の静電容量は理論上最大約4倍にまで増加し、その分セルのエネルギーは高まることとなる。
これらの要因により、リチウムイオンキャパシタは通常のキャパシタと比較してセルのエネルギーを飛躍的に高めることが可能となる。
その他にも
- 電流の出力密度、寿命、メンテナンスも電気二重層と同等
- 自己放電が小さい
- リチウムイオン二次電池と比べ、熱暴走を起こしにくく安全性が高い
- リチウムイオン二次電池と比べ、需要数が少ないため価格が割高である。
- 下限電圧に制限がある
- 過放電が進むとセルが劣化するため、電圧監視のための制御回路が必要となる
- 電気二重層と比べ、高温特性に優れる

などがリチウムイオンキャパシタの主な特徴となっている。

## 歴史
1981年、当時京都大学工学部の山邊時雄はカネボウと共同で、フェノール樹脂等を400〜700℃で焼成することによって、アモルファス状の新規炭素材料を世界で初めて作製し、これをポリアセン系半導体と命名した。また、この材料の蓄電デバイスとしての物性を詳しく調べるとともに、これをカネボウの矢田らが特許化し、さらに1986年、リチウムイオンキャパシタ、リチウムイオン電池として本格的な商品化に向けて開発を開始したのが始まりである。
電解液にリチウム塩を使用しているキャパシタは既に昭栄エレクトロニクス(2007年3月より太陽誘電の子会社化)がコイン型タイプのキャパシタに適用、実用しているが、積層型、捲回型等、大型タイプのキャパシタに対しては、リチウムプレドープの困難さからこれまで実用に至っていなかった。
2005年11月に富士重工業が負極材料にポリアセン系材料を用いて負極へリチウムイオンを大量にプレドーピングするキャパシタの技術を公表したことによってリチウムイオンキャパシタの開発が加速した。
富士重工業が公表したリチウムイオンキャパシタの技術はカネボウが開発したもの。
カネボウは、古くからポリアセンなどを材料に用いた蓄電池の研究開発に熱心で、大手電機メーカーと肩を並べるほどの技術力を備えていたが電池事業が売却対象となり、ポリアセン・キャパシタなどの技術は2004年12月に携帯機器用の蓄電池などの開発を手がける昭栄エレクトロニクスへ譲渡された。
その後、富士重工業は2006年2月に日本ミクロコーティング（現・Mipox）に、2006年6月に昭栄エレクトロニクスにそれぞれリチウムイオンキャパシタに関する技術を供与。
2008年11月時点で旭化成や太陽誘電（昭栄エレクトロニクス）、アドバンスト・キャパシタ・テクノロジーズ、NECトーキン、FDK、JMエナジー(JSRグループ)、日立エーアイシーなどがリチウムイオンキャパシタの開発を行っていたが、2021年4月時点では、太陽誘電、武蔵エナジーソリューションズ(旧JMエナジー)、ジェイテクトの3社のみとなっている。
2012年12月には、アドバンスト・キャパシタ・テクノロジーズの株式を保有していた日本電子は全株譲渡と債権放棄を行い同事業から撤退した。現在改良をすすめた製品を大量に製造し供給しているのは武蔵精密工業のみである。

## 原理
リチウムイオンキャパシタは正極と負極の原理が異なる非対称キャパシタの一種で、リチウムイオン二次電池の負極と電気二重層の正極を組み合わせた構造になっており、正極が電気二重層を形成し物理的な作用で充放電するのに対し、負極はリチウムの化学反応によって充放電する。
従来のキャパシタに比べてエネルギー密度が高いのは、この負極のプレドーピングによって負極の静電容量が増大されていることが大きく起因している。

## 実用例
- 太陽光発電の蓄電用
- 風力発電の蓄電用
- 自動車の補助電源（パワーアシスト）
- 産業機械
- 街灯電源

など。